# Адолф Шпинлер
непознато
Адолф Шпинлер (Листал, 18. јул 1879 — ?, 20. новембар 1950) је био швајцарски гимнастичаер, учесник Летњих олимпијских игара 1904. Био је члан немачког гимнастичког клуба Турнверајн Еслинген.
На Олимпијским играма у 1904. у Сент Луису освојио је златну медаљу у гимнастичком тробоју и бронзану у вишебоју. Учествовао је и у атлетском тробоју где је делио 64. место.